# Lloyd Cook
Lloyd Cook dit « Farmer »(né le 21 mars 1890 à Lynden en Ontario au Canada et mort le 9 octobre 1964 à Taber, en Alberta Canada) est un joueur professionnel de hockey sur glace. Il joue en tant que défenseur au début du XXe siècle,.

## Biographie
Cook signe pour la saison 1914-1915, avec les Millionnaires de Vancouver de l'Association de hockey de la Côte du Pacifique, également connue sous son nom anglais de Pacific Coast Hockey Association ou sous son sigle PCHA. Avec trente-trois buts à la fin de la saison, Mickey MacKay, coéquipier de Cook, est le meilleur buteur de la PCHA et Cyclone Taylor, également joueur de Vancouver, est le meilleur pointeur de la saison avec un total de quarante-cinq points. Avec treize victoires et quatre défaites, les Millionnaires de Vancouver sont la meilleure équipe de la PCHA ; ils lancent alors un défi aux Sénateurs d'Ottawa de l'Association nationale de hockey. Les matchs ont lieu à Vancouver, et malgré l'absence de Silas Griffis, le capitaine de l'équipe qui se casse la jambe lors du dernier match de la saison régulière, les Millionnaires deviennent la première équipe de la ville à remporter la Coupe Stanley. Ils remportent en effet les trois rencontres : 6-2, 8-3 et 12-3. Taylor est une nouvelle fois le meilleur pointeur de l'équipe, et de la finale, en inscrivant sept points en trois matchs.
L'effectif sacré champion est le suivant :
- Gardien de but : Hugh Lehman
- Défenseurs : Lloyd Cook, Silas Griffis (capitaine), Frank Patrick (président, entraîneur et joueur), Jim Seaborn, Ken Mallen
- Rover[Note 1] :  Frederick « Cyclone » Taylor
- Centres : Mickey MacKay et Johnny Matz
- Ailiers : Barney Stanley et Frank Nighbor